# Fairweather-Gletscher
Der Fairweather-Gletscher ist ein 28 km langer Gletscher im Glacier-Bay-Nationalpark im Panhandle von Alaska (USA). 

## Geografie
Das Nährgebiet des Gletschers befindet sich an der Nordwestflanke des Mount Salisbury in der Fairweather Range auf einer Höhe von 2000 m. Von dort strömt der im Mittel 1,5 km breite Gletscher unterhalb der Südflanke des Mount Fairweather in westlicher Richtung. Er kreuzt die Fairweather-Verwerfung, die in einem Tal längs der Meeresküste verläuft, und endet schließlich südlich von Kap Fairweather 4 km von der Pazifikküste entfernt. Unterhalb der Gletscherzunge befindet sich ein Gletscherrandsee, der zum Meer abfließt.